# Jesse Elijah Williams
Jesse Elijah Williams (Trinidad y Tobago, 18 de mayo de 2001) es un futbolista trinitense. Juega de defensa. Es internacional absoluto por la selección de Trinidad y Tobago desde 2021.

## Trayectoria
Williams comenzó su carrera en 2022 en el Pittsburgh Riverhounds de la USL Championship estadounidense.

## Selección nacional
Debutó por la selección de Trinidad y Tobago el 8 de junio de 2021 ante San Cristóbal y Nieves.

### Participaciones en copas continentales
| Copa                            | Sede           | Resultado      |
| ------------------------------- | -------------- | -------------- |
| Copa de Oro de la Concacaf 2021 | Estados Unidos | Fase de grupos |

## Clubes
| Club                   | País           | Año  |
| ---------------------- | -------------- | ---- |
| Pittsburgh Riverhounds | Estados Unidos | 2022 |
| Des Moines             | Estados Unidos | 2023 |
| CV Fuego FC            | Estados Unidos | 2023 |
| Chattanooga FC         | Estados Unidos | 2024 |